# Pholcoidea
Pholcoidea es una superfamilia de arañas araneomorfas. Está constituida por tres familias de arañas:
- Diguetidae: 2 géneros, 15 especies
- Pholcidae: 90 géneros, 1398 especies
- Plectreuridae: 2 géneros, 31 especies

Las dos primeras familias están formadas por arañas con seis ojos. Las arañas de la tercera tienen ocho.